# Поан Дьони
Поа̀н Дьонѝ (на френски: Point Denis) е малък морски курорт в Габон.
Разположен е на полуостров между Атлантическия океан и естуара на река Габон, през който с лодка може да се стигне до Либревил. Градът е разположен близо до Национален парк „Понгара“. Население около 100 жители.